# Matej Junčić
Matej Junčić (Dubrovnik, ? – Dubrovnik, između 8. i 21. studenog 1454.) bio je hrvatski slikar. 

## Živototpis
Rođen je u obitelji slikara i štitara Radašina. Smatra se da je slikarstvo učio u očevoj radionici u Dubrovniku i u Veneciji. Smatra se jednim od prvih predstavnika dubrovačke slikarske škole. Godine 1446. boravio je u Kotoru.

### Članci
- Flego, Višnja. 2005. Junčić, Matej. Hrvatski biografski leksikon. Zagreb.  journal zahtijeva |journal= (pomoć)